# إنتاج بسيط للسلع الأساسية

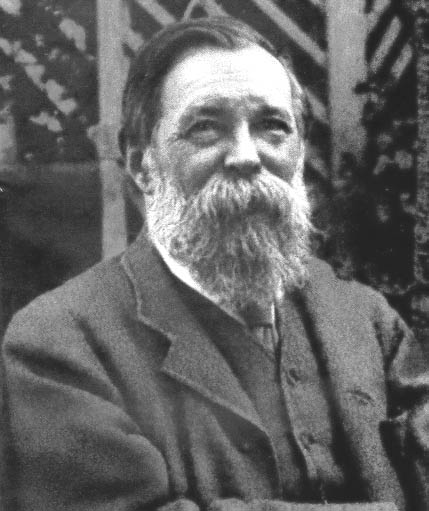
فريدريش إنجلز

الإنتاج البسيط للسلع الأساسية أو الإنتاج السلعي البسيط (بالإنجليزية: Simple commodity production)‏ هو مصطلح صاغه فريدريك إنجلز لوصف الأنشطة الإنتاجية في ظل الظروف التي أطلق عليه ماركس وصف «تبادل بسيط» للسلع الأساسية، حيث يتبادل المنتجون المستقلون منتجاتهم الخاصة. لا يشير استخدام كلمة «بسيط» إلى طبيعة المنتجين أو إنتاجهم، بل إلى عمليات التبادل البسيطة والمباشرة نسبيًا.

## الأصول
إن التبادل البسيط للسلع قديم قدم تاريخ التجارة، وظهر قبل المقايضة، وظلّ العمل به مستمرًّا لآلاف السنين قبل أن يُنظّم معظم الإنتاج بالطريقة الرأسمالية. يبدأ عندما يتاجر المنتجون (مثل المزارعين، والحرفيين) بالفائض عن احتياجاتهم الخاصة، بهدف الحصول على منتجات أخرى ذات قيمة متساوية لاستخدامهم الخاص. من خلال خوض تجربة التجارة، تنشأ قيم تبادل منتظمة للمنتجات، والتي تعكس اقتصاد زمن العمل.
جادل إنجلز صراحة بأن قانون القيمة الماركسي ينطبق أيضًا على التبادل البسيط، حيث يُعدّل هذا القانون وفقًا لطريقة الإنتاج الرأسمالية عندما تصبح جميع مدخلات ومخرجات الإنتاج (بما في ذلك وسائل الإنتاج والقوة العاملة) سلعًا قابلة للتداول. بيد أن هذا التفسير غير مقبول عند كل الماركسيين، إذ يرى بعضهم أن الأسواق الرأسمالية تعمل بطريقة مختلفة تمامًا عن أسواق ما قبل الرأسمالية. كان أنجلز يهدف إلى تقديم تفسير متسق لتطور ونمو اقتصاد السوق من بدايات بسيطة إلى تعقيدات الأسواق الرأسمالية الحديثة، ولكن البعض يقول إنه يتجاهل تحول علاقات الإنتاج المعنية.
يتوافق الإنتاج البسيط للسلع الأساسية مع العديد من علاقات الإنتاج المختلفة، التي تتراوح ما بين العمل الحر حيث يملك المنتج وسائل إنتاجه، والعمل الأسري، إلى أشكال العبودية، والسخرة، والقنانة. يمكن للمنتج البسيط السلع الأساسية أن يهدف فقط إلى مقايضة منتجاته بمنتجات أخرى بقيمة مكافئة، أو إلى تحقيق الربح.
هذا يعني أن الإنتاج البسيط للسلع الأساسية لا يرتبط بشكل خاص بأي طريقة إنتاج معينة، وقد يكون موجودًا في العديد من أنماط الإنتاج المختلفة، بدرجات متفاوتة من التعقيد. لا يعني ذلك بالضرورة أن جميع المدخلات أو نواتج هذا النشاط الإنتاجي هي سلع متداولة في الأسواق. على سبيل المثال، يمكن لمنتجي السلع الأساسية أن ينتجوا بعض المنتجات لاستخدامها في أراضيهم، ويتاجرون بجزء آخر. قد يشترون أو يتاجرون ببعض الأدوات والمعدات، ولكن أيضًا يصنعون بعضها.